# Kim Sa-rang
Kim Sa-rang (hangul: 김사랑; Seul, 12 de janeiro de 1978) é uma atriz, modelo e rainha da beleza sul-coreana. Ela é mais conhecida por seus papéis nas séries de televisão Secret Garden com Hyun Bin, A Love to Kill com Rain e This is My Love com Joo Jin-mo. Ela também é conhecida por ter sido coroada Miss Coreia em 2000 e representar a Coreia do Sul no Miss Universo 2001, o 50º concurso Miss Universo em Porto Rico. Ela ganhou o "Melhor Traje Nacional" Hanbok. Em 2015, ela se tornou uma agente livre após deixar a Brave Entertainment.

## Infância e educação
Kim Sa-rang nasceu em 12 de janeiro de 1978, em Yangcheon-gu, Seul, Coreia do Sul. Ela se formou no Gwangyoung Girls' High School. Kim obteve bacharelado e mestrado em música tradicional coreana na Universidade Yong In.

## Filmografia

### Séries de Televisão
| Ano  | Título                            | Canal |
| ---- | --------------------------------- | ----- |
| 2000 | "천사의 분노                      | SBS   |
| 2001 | "What in the World (어쩌면 좋아)" | MBC   |
| 2001 | "Mina"                            | KBS   |
| 2002 | "Love"                            | SBS   |
| 2003 | "Thousand Years of Love"          | SBS   |
| 2005 | "A Love to Kill"                  | KBS   |
| 2007 | "The King and I"                  | SBS   |
| 2008 | "Tokyo Showers"                   | SBS   |
| 2010 | Secret Garden"                    | SBS   |
| 2015 | "Beloved Eun-dong"                | JTBC  |

### Filmes
| Ano  | Título                                        |
| ---- | --------------------------------------------- |
| 2002 | "Man is Born (남자 태어나다)"                 |
| 2003 | "Love is Impossible (남남북녀)"               |
| 2006 | "Who Slept with Her (누가 그 여자와 잤을까?)" |
| 2007 | "Radio Days (라듸오 데이즈)"                  |

## Videografia
| Ano  | Título da canção          | Artista      |
| ---- | ------------------------- | ------------ |
| 2004 | "Because You're my Woman" | Lee Seung-gi |
| 2011 | "Demon"                   | Jay Park     |

## Prêmios
- 2002 Children's Peace Ambassador
- 2005 KBS Drama Awards Women Tribologists